# Пійп Ельфріде Йоганівна
Ельфріде Йоганівна (Юханнівна) Пійп (Сакс) (1912, місто Вільянді Ліфляндської губернії, тепер Естонія — ?, тепер Естонія) — радянська естонська діячка, медична сестра Вільяндської лікарні, голова виконавчого комітету Вільяндської повітової ради Естонської РСР. Депутат Верховної Ради СРСР 1-го скликання (1941—1946).

## Життєпис
Народилася в робітничій родині. З одинадцятирічного віку пасла худобу заможних селян повіту Вільяндімаа.
Закінчила гімназію, а потім, у 1936 році — школу медичних сестер у місті Тарту.
З 1936 по 1937 рік працювала медичною сестрою туберкульозного диспансеру в Курессааре та в лікарні Таллінна. У 1937—1939 роках працювала на пункті охорони материнства і дитинства в Нимме, потім в Ярва-Яні.
З 1939 по 1941 рік — медична сестра Вільяндіської міської лікарні.
Член ВКП(б) з серпня 1940 року.
У 1941 році — голова виконавчого комітету Вільяндської повітової ради Естонської РСР.
Під час німецько-радянської війни із наближенням фронту до міста Вільянді була евакуйована в східні райони СРСР.
У 1944 році повернулася до Вільянді, протягом короткого часу знову працювала головою виконавчого комітету Вільяндської повітової ради.
Подальша доля невідома.